# 2294 Andronikov
2294 Andronikov (1977 PL1) là một tiểu hành tinh vành đai chính được phát hiện ngày 14 tháng 8 năm 1977 bởi Chernykh, N. ở Nauchnyj.